# Šimlak
Šimlak (mađ. Sömlék, Oreg Semlek, Semlyek, Semlyék, Somlek, Sömlék, Öreg Semlék)  je selo u jugoistočnoj Mađarskoj.

## Zemljopisni položaj
Nalazi se 2 km sjeverozapadno od Jankovca. Zapadno je Ajoška pješčana pusta, sjeverno je Kéleshalom, sjeveroistočnije je Kéleshalmski prirodni rezervat, nešto sjeveroistočnije su Vertov i Vertovski prirodni rezervat, jugozapadno je Gospodska Pustara.

## Upravna organizacija
Upravno pripada jankovačkoj mikroregiji u Bačko-kiškunskoj županiji. Poštanski je broj 6440. Pripada selu Jankovcu.

## Stanovništvo
Stanovnike se naziva Šimlačanima i Šimlačankama.

## Promet
Zapadno teče kanal Kígyós-főcsatorna. 2 km istočno je lokalna cesta prema Ajošu.